# Lista di asteroidi (638001-639000)
Di seguito una lista di asteroidi dal numero 638001  al 639000 con data di scoperta e scopritore.

## 638001–638100
| Nome   | Designazione provvisoria | Data di scoperta  | Scopritore                  |
| ------ | ------------------------ | ----------------- | --------------------------- |
| 638001 | 2015 RT196               | 26 maggio 2014    | Pan-STARRS                  |
| 638002 | 2015 RX200               | 11 settembre 2015 | Pan-STARRS                  |
| 638003 | 2015 RE202               | 27 agosto 2011    | Pan-STARRS                  |
| 638004 | 2015 RC205               | 2 maggio 1997     | Spacewatch                  |
| 638005 | 2015 RJ206               | 26 aprile 2001    | Spacewatch                  |
| 638006 | 2015 RT206               | 28 gennaio 2007   | Mount Lemmon Survey         |
| 638007 | 2015 RK207               | 1 maggio 2003     | Spacewatch                  |
| 638008 | 2015 RX208               | 23 maggio 2014    | Pan-STARRS                  |
| 638009 | 2015 RO211               | 13 marzo 2010     | Mount Lemmon Survey         |
| 638010 | 2015 RX215               | 7 febbraio 2008   | Mount Lemmon Survey         |
| 638011 | 2015 RY220               | 11 settembre 2015 | Pan-STARRS                  |
| 638012 | 2015 RC224               | 7 aprile 2002     | Cerro Tololo Obs.           |
| 638013 | 2015 RD236               | 7 luglio 2003     | Spacewatch                  |
| 638014 | 2015 RS237               | 18 aprile 2009    | Spacewatch                  |
| 638015 | 2015 RH242               | 19 novembre 2006  | CSS                         |
| 638016 | 2015 RT242               | 31 dicembre 2007  | Mount Lemmon Survey         |
| 638017 | 2015 RH244               | 9 gennaio 2013    | Spacewatch                  |
| 638018 | 2015 RL249               | 14 novembre 2002  | Spacewatch                  |
| 638019 | 2015 RC253               | 9 settembre 2015  | Pan-STARRS                  |
| 638020 | 2015 RW253               | 18 settembre 2009 | Spacewatch                  |
| 638021 | 2015 RX253               | 15 ottobre 2004   | Spacewatch                  |
| 638022 | 2015 RN255               | 26 febbraio 2008  | Mount Lemmon Survey         |
| 638023 | 2015 RW255               | 6 maggio 2014     | Pan-STARRS                  |
| 638024 | 2015 RF257               | 8 marzo 2013      | Pan-STARRS                  |
| 638025 | 2015 RM259               | 21 marzo 2009     | Mount Lemmon Survey         |
| 638026 | 2015 RV260               | 25 ottobre 2003   | Spacewatch                  |
| 638027 | 2015 RG261               | 27 gennaio 2007   | Mount Lemmon Survey         |
| 638028 | 2015 RW261               | 23 settembre 2011 | Spacewatch                  |
| 638029 | 2015 RS264               | 29 agosto 2006    | Spacewatch                  |
| 638030 | 2015 RT265               | 30 dicembre 2007  | Spacewatch                  |
| 638031 | 2015 RV266               | 13 settembre 2002 | NEAT                        |
| 638032 | 2015 RY267               | 2 novembre 2010   | Spacewatch                  |
| 638033 | 2015 RN277               | 18 gennaio 2005   | CSS                         |
| 638034 | 2015 RT365               | 21 novembre 2003  | Kitt Peak Obs.              |
| 638035 | 2015 RL379               | 9 settembre 2015  | Pan-STARRS                  |
| 638036 | 2015 SW                  | 15 ottobre 2004   | Mount Lemmon Survey         |
| 638037 | 2015 SL2                 | 12 dicembre 2002  | NEAT                        |
| 638038 | 2015 ST5                 | 27 agosto 2005    | NEAT                        |
| 638039 | 2015 SA6                 | 16 agosto 2001    | NEAT                        |
| 638040 | 2015 SC8                 | 31 luglio 2005    | NEAT                        |
| 638041 | 2015 SW8                 | 20 luglio 2002    | NEAT                        |
| 638042 | 2015 SB15                | 23 ottobre 2003   | Spacewatch                  |
| 638043 | 2015 SX15                | 19 gennaio 2005   | Spacewatch                  |
| 638044 | 2015 SB19                | 10 marzo 2008     | Mount Lemmon Survey         |
| 638045 | 2015 SA20                | 5 aprile 2013     | Pan-STARRS                  |
| 638046 | 2015 SF23                | 15 settembre 2003 | NEAT                        |
| 638047 | 2015 SU24                | 28 febbraio 2008  | Mount Lemmon Survey         |
| 638048 | 2015 SB25                | 19 marzo 2013     | Pan-STARRS                  |
| 638049 | 2015 SO25                | 22 dicembre 2003  | Spacewatch                  |
| 638050 | 2015 SB47                | 24 settembre 2015 | Mount Lemmon Survey         |
| 638051 | 2015 TU                  | 20 febbraio 2009  | Spacewatch                  |
| 638052 | 2015 TV                  | 27 ottobre 2005   | CSS                         |
| 638053 | 2015 TM2                 | 8 marzo 2005      | Mount Lemmon Survey         |
| 638054 | 2015 TD5                 | 20 marzo 2001     | Spacewatch                  |
| 638055 | 2015 TO5                 | 5 settembre 2015  | Pan-STARRS                  |
| 638056 | 2015 TZ10                | 19 gennaio 2012   | Pan-STARRS                  |
| 638057 | 2015 TE11                | 13 settembre 2007 | Spacewatch                  |
| 638058 | 2015 TM15                | 29 ottobre 2003   | I. dell'Antonio, D. Wittman |
| 638059 | 2015 TS26                | 24 ottobre 2011   | Pan-STARRS                  |
| 638060 | 2015 TO28                | 7 giugno 2002     | NEAT                        |
| 638061 | 2015 TZ28                | 14 settembre 2007 | CSS                         |
| 638062 | 2015 TD30                | 16 ottobre 2007   | CSS                         |
| 638063 | 2015 TH39                | 9 maggio 2010     | Mount Lemmon Survey         |
| 638064 | 2015 TT42                | 6 ottobre 1994    | Spacewatch                  |
| 638065 | 2015 TJ44                | 2 gennaio 2009    | Mount Lemmon Survey         |
| 638066 | 2015 TK47                | 25 febbraio 2011  | Mount Lemmon Survey         |
| 638067 | 2015 TZ48                | 25 luglio 1995    | Spacewatch                  |
| 638068 | 2015 TR49                | 28 settembre 2011 | Mount Lemmon Survey         |
| 638069 | 2015 TJ59                | 19 aprile 2006    | Mount Lemmon Survey         |
| 638070 | 2015 TJ66                | 21 aprile 2009    | Mount Lemmon Survey         |
| 638071 | 2015 TH71                | 26 aprile 2003    | Spacewatch                  |
| 638072 | 2015 TQ72                | 8 marzo 2013      | Pan-STARRS                  |
| 638073 | 2015 TW72                | 18 marzo 2009     | Spacewatch                  |
| 638074 | 2015 TP73                | 9 settembre 2015  | Pan-STARRS                  |
| 638075 | 2015 TG76                | 6 dicembre 2011   | Pan-STARRS                  |
| 638076 | 2015 TX76                | 8 novembre 2007   | Spacewatch                  |
| 638077 | 2015 TM77                | 18 settembre 2006 | CSS                         |
| 638078 | 2015 TD78                | 10 novembre 2004  | Spacewatch                  |
| 638079 | 2015 TN80                | 25 marzo 2012     | CSS                         |
| 638080 | 2015 TZ80                | 28 ottobre 2011   | Mount Lemmon Survey         |
| 638081 | 2015 TR82                | 23 aprile 2009    | Mount Lemmon Survey         |
| 638082 | 2015 TZ84                | 22 aprile 2009    | Mount Lemmon Survey         |
| 638083 | 2015 TF85                | 1 gennaio 2008    | Spacewatch                  |
| 638084 | 2015 TD86                | 8 marzo 2005      | Mount Lemmon Survey         |
| 638085 | 2015 TT86                | 7 giugno 2003     | Spacewatch                  |
| 638086 | 2015 TU86                | 11 aprile 2005    | Mount Lemmon Survey         |
| 638087 | 2015 TZ87                | 27 gennaio 2007   | Spacewatch                  |
| 638088 | 2015 TE92                | 18 febbraio 2013  | Spacewatch                  |
| 638089 | 2015 TK93                | 16 settembre 2006 | Spacewatch                  |
| 638090 | 2015 TC97                | 25 ottobre 2011   | Pan-STARRS                  |
| 638091 | 2015 TQ97                | 11 gennaio 2008   | Spacewatch                  |
| 638092 | 2015 TJ98                | 19 ottobre 2011   | Mount Lemmon Survey         |
| 638093 | 2015 TY102               | 10 aprile 2013    | Pan-STARRS                  |
| 638094 | 2015 TK103               | 6 marzo 2013      | Pan-STARRS                  |
| 638095 | 2015 TU105               | 8 ottobre 2015    | Pan-STARRS                  |
| 638096 | 2015 TA106               | 30 gennaio 2008   | Mount Lemmon Survey         |
| 638097 | 2015 TJ106               | 25 marzo 2014     | Spacewatch                  |
| 638098 | 2015 TU107               | 2 settembre 2010  | Mount Lemmon Survey         |
| 638099 | 2015 TN112               | 26 marzo 2007     | Spacewatch                  |
| 638100 | 2015 TT119               | 31 marzo 2003     | SDSS Collaboration          |

## 638101–638200
| Nome   | Designazione provvisoria | Data di scoperta  | Scopritore                          |
| ------ | ------------------------ | ----------------- | ----------------------------------- |
| 638101 | 2015 TF121               | 17 settembre 2006 | Spacewatch                          |
| 638102 | 2015 TA127               | 18 gennaio 2013   | Mount Lemmon Survey                 |
| 638103 | 2015 TF133               | 28 agosto 2005    | SSS                                 |
| 638104 | 2015 TR134               | 23 ottobre 2011   | Pan-STARRS                          |
| 638105 | 2015 TM138               | 15 ottobre 2001   | NEAT                                |
| 638106 | 2015 TL141               | 7 maggio 2014     | Pan-STARRS                          |
| 638107 | 2015 TN157               | 8 ottobre 2007    | Spacewatch                          |
| 638108 | 2015 TB158               | 20 novembre 2006  | Spacewatch                          |
| 638109 | 2015 TS159               | 17 settembre 2006 | Spacewatch                          |
| 638110 | 2015 TJ160               | 11 ottobre 2007   | Mount Lemmon Survey                 |
| 638111 | 2015 TY161               | 3 ottobre 2015    | Mount Lemmon Survey                 |
| 638112 | 2015 TS163               | 30 ottobre 2011   | Mount Lemmon Survey                 |
| 638113 | 2015 TT166               | 3 ottobre 2015    | Mount Lemmon Survey                 |
| 638114 | 2015 TA167               | 6 ottobre 2008    | Mount Lemmon Survey                 |
| 638115 | 2015 TR169               | 23 agosto 2006    | NEAT                                |
| 638116 | 2015 TC174               | 7 ottobre 2004    | Spacewatch                          |
| 638117 | 2015 TF199               | 13 ottobre 2004   | Spacewatch                          |
| 638118 | 2015 TK199               | 24 settembre 2000 | LINEAR                              |
| 638119 | 2015 TJ202               | 22 maggio 2006    | Spacewatch                          |
| 638120 | 2015 TL203               | 28 febbraio 2003  | Cerro Tololo Obs.                   |
| 638121 | 2015 TG208               | 30 ottobre 2002   | AMOS                                |
| 638122 | 2015 TL208               | 25 luglio 2015    | Pan-STARRS                          |
| 638123 | 2015 TN209               | 11 ottobre 2006   | NEAT                                |
| 638124 | 2015 TS213               | 9 gennaio 2013    | Spacewatch                          |
| 638125 | 2015 TJ221               | 22 dicembre 2012  | Pan-STARRS                          |
| 638126 | 2015 TD227               | 20 gennaio 2009   | Spacewatch                          |
| 638127 | 2015 TR227               | 4 maggio 2014     | Pan-STARRS                          |
| 638128 | 2015 TJ229               | 7 maggio 2014     | Pan-STARRS                          |
| 638129 | 2015 TQ235               | 16 novembre 2001  | Spacewatch                          |
| 638130 | 2015 TW249               | 28 luglio 2005    | NEAT                                |
| 638131 | 2015 TO252               | 20 marzo 2007     | Spacewatch                          |
| 638132 | 2015 TZ253               | 18 marzo 2009     | Mount Lemmon Survey                 |
| 638133 | 2015 TE255               | 1 aprile 2005     | Spacewatch                          |
| 638134 | 2015 TC259               | 28 settembre 2001 | NEAT                                |
| 638135 | 2015 TJ260               | 20 agosto 2006    | NEAT                                |
| 638136 | 2015 TB265               | 8 ottobre 2015    | CSS                                 |
| 638137 | 2015 TL268               | 17 gennaio 2009   | Spacewatch                          |
| 638138 | 2015 TZ269               | 21 ottobre 2003   | Spacewatch                          |
| 638139 | 2015 TA273               | 11 ottobre 2007   | Mount Lemmon Survey                 |
| 638140 | 2015 TE281               | 13 marzo 2013     | Mount Lemmon Survey                 |
| 638141 | 2015 TM281               | 7 novembre 2007   | Spacewatch                          |
| 638142 | 2015 TB288               | 4 ottobre 2006    | Mount Lemmon Survey                 |
| 638143 | 2015 TP290               | 21 agosto 1999    | Spacewatch                          |
| 638144 | 2015 TM295               | 12 settembre 2015 | Pan-STARRS                          |
| 638145 | 2015 TD297               | 23 aprile 2014    | Pan-STARRS                          |
| 638146 | 2015 TQ307               | 7 febbraio 2013   | M. Schwartz, P. R. Holvorcem        |
| 638147 | 2015 TF312               | 28 febbraio 2014  | Pan-STARRS                          |
| 638148 | 2015 TX318               | 28 settembre 2001 | NEAT                                |
| 638149 | 2015 TQ320               | 12 settembre 2015 | Pan-STARRS                          |
| 638150 | 2015 TY321               | 11 luglio 2010    | Osservatorio astronomico di Maiorca |
| 638151 | 2015 TN329               | 24 maggio 2006    | Spacewatch                          |
| 638152 | 2015 TS332               | 27 dicembre 2006  | Mount Lemmon Survey                 |
| 638153 | 2015 TN338               | 18 febbraio 2008  | Mount Lemmon Survey                 |
| 638154 | 2015 TF341               | 21 aprile 2002    | Spacewatch                          |
| 638155 | 2015 TV344               | 9 maggio 2013     | Pan-STARRS                          |
| 638156 | 2015 TH346               | 2 novembre 2007   | Mount Lemmon Survey                 |
| 638157 | 2015 TL351               | 12 ottobre 2007   | Spacewatch                          |
| 638158 | 2015 TR358               | 27 agosto 2006    | Spacewatch                          |
| 638159 | 2015 TL359               | 18 settembre 2006 | CSS                                 |
| 638160 | 2015 TG360               | 31 marzo 2009     | Spacewatch                          |
| 638161 | 2015 TD365               | 15 febbraio 2013  | Pan-STARRS                          |
| 638162 | 2015 TR365               | 24 aprile 2009    | Spacewatch                          |
| 638163 | 2015 TD366               | 28 febbraio 2009  | Spacewatch                          |
| 638164 | 2015 TO366               | 18 maggio 2009    | Mount Lemmon Survey                 |
| 638165 | 2015 TF368               | 10 ottobre 2015   | Pan-STARRS                          |
| 638166 | 2015 TG369               | 7 novembre 2007   | Spacewatch                          |
| 638167 | 2015 TR369               | 17 novembre 2006  | Mount Lemmon Survey                 |
| 638168 | 2015 TO371               | 12 settembre 2007 | Mount Lemmon Survey                 |
| 638169 | 2015 TS371               | 4 giugno 2014     | Pan-STARRS                          |
| 638170 | 2015 TY371               | 8 ottobre 2015    | Pan-STARRS                          |
| 638171 | 2015 TL379               | 10 ottobre 2015   | Pan-STARRS                          |
| 638172 | 2015 TM380               | 31 gennaio 2004   | SDSS Collaboration                  |
| 638173 | 2015 TQ381               | 10 ottobre 2015   | Pan-STARRS                          |
| 638174 | 2015 TP386               | 1 dicembre 2005   | Mount Lemmon Survey                 |
| 638175 | 2015 TV386               | 18 marzo 2009     | Spacewatch                          |
| 638176 | 2015 TD387               | 9 ottobre 2015    | Pan-STARRS                          |
| 638177 | 2015 TE414               | 15 ottobre 2015   | Pan-STARRS                          |
| 638178 | 2015 TV444               | 4 febbraio 2006   | Spacewatch                          |
| 638179 | 2015 TC458               | 11 marzo 2005     | Spacewatch                          |
| 638180 | 2015 UE                  | 20 marzo 2007     | Osservatorio di Mauna Kea           |
| 638181 | 2015 UU8                 | 28 agosto 2006    | CSS                                 |
| 638182 | 2015 UN12                | 22 settembre 2003 | Spacewatch                          |
| 638183 | 2015 UE15                | 10 ottobre 2007   | Mount Lemmon Survey                 |
| 638184 | 2015 UU19                | 31 agosto 2005    | Spacewatch                          |
| 638185 | 2015 UF22                | 19 ottobre 2003   | Spacewatch                          |
| 638186 | 2015 UK27                | 28 settembre 2011 | Spacewatch                          |
| 638187 | 2015 UU30                | 14 febbraio 2005  | Spacewatch                          |
| 638188 | 2015 UU35                | 3 gennaio 2009    | Spacewatch                          |
| 638189 | 2015 UL42                | 18 gennaio 2012   | Mount Lemmon Survey                 |
| 638190 | 2015 UJ46                | 25 dicembre 2010  | Spacewatch                          |
| 638191 | 2015 UV50                | 2 ottobre 2003    | Spacewatch                          |
| 638192 | 2015 UF52                | 5 giugno 2005     | CSS                                 |
| 638193 | 2015 UK55                | 18 marzo 2010     | Mount Lemmon Survey                 |
| 638194 | 2015 UZ61                | 1 maggio 2003     | Spacewatch                          |
| 638195 | 2015 UX66                | 24 maggio 2006    | Osservatorio Jarnac                 |
| 638196 | 2015 UZ68                | 20 agosto 1998    | Spacewatch                          |
| 638197 | 2015 UQ69                | 20 novembre 2006  | Spacewatch                          |
| 638198 | 2015 UQ70                | 29 gennaio 2009   | Spacewatch                          |
| 638199 | 2015 UF82                | 18 agosto 2006    | Spacewatch                          |
| 638200 | 2015 UV82                | 30 luglio 2005    | NEAT                                |

## 638201–638300
| Nome   | Designazione provvisoria | Data di scoperta  | Scopritore                   |
| ------ | ------------------------ | ----------------- | ---------------------------- |
| 638201 | 2015 UD83                | 20 novembre 2004  | Spacewatch                   |
| 638202 | 2015 UG86                | 3 dicembre 2007   | Spacewatch                   |
| 638203 | 2015 UJ86                | 29 settembre 2002 | AMOS                         |
| 638204 | 2015 UA88                | 28 dicembre 2003  | Spacewatch                   |
| 638205 | 2015 UH97                | 25 ottobre 2015   | Pan-STARRS                   |
| 638206 | 2015 VY4                 | 28 luglio 2011    | Pan-STARRS                   |
| 638207 | 2015 VN6                 | 15 gennaio 2008   | Mount Lemmon Survey          |
| 638208 | 2015 VV12                | 22 febbraio 2007  | Spacewatch                   |
| 638209 | 2015 VM14                | 11 marzo 2005     | M. W. Buie, L. H. Wasserman  |
| 638210 | 2015 VC15                | 20 ottobre 2007   | Mount Lemmon Survey          |
| 638211 | 2015 VG22                | 13 settembre 2007 | Mount Lemmon Survey          |
| 638212 | 2015 VS25                | 4 febbraio 2006   | Spacewatch                   |
| 638213 | 2015 VG27                | 14 ottobre 2010   | Mount Lemmon Survey          |
| 638214 | 2015 VS29                | 13 febbraio 2008  | Mount Lemmon Survey          |
| 638215 | 2015 VP30                | 12 aprile 2004    | NEAT                         |
| 638216 | 2015 VD31                | 29 settembre 2011 | Spacewatch                   |
| 638217 | 2015 VK33                | 16 settembre 2006 | CSS                          |
| 638218 | 2015 VG36                | 9 maggio 2007     | Mount Lemmon Survey          |
| 638219 | 2015 VE37                | 5 dicembre 2007   | Spacewatch                   |
| 638220 | 2015 VQ38                | 27 dicembre 2008  | B. Christophe                |
| 638221 | 2015 VL39                | 15 marzo 2007     | Spacewatch                   |
| 638222 | 2015 VZ39                | 11 gennaio 2008   | Mount Lemmon Survey          |
| 638223 | 2015 VE40                | 29 agosto 2006    | Spacewatch                   |
| 638224 | 2015 VT40                | 8 aprile 2013     | Pan-STARRS                   |
| 638225 | 2015 VM47                | 9 agosto 2011     | A. Pál                       |
| 638226 | 2015 VR53                | 28 marzo 2009     | Spacewatch                   |
| 638227 | 2015 VW54                | 18 marzo 2004     | Spacewatch                   |
| 638228 | 2015 VA55                | 11 marzo 2008     | Spacewatch                   |
| 638229 | 2015 VW59                | 1 marzo 2009      | Spacewatch                   |
| 638230 | 2015 VN60                | 25 marzo 2001     | M. W. Buie, S. D. Kern       |
| 638231 | 2015 VR60                | 24 maggio 2003    | Spacewatch                   |
| 638232 | 2015 VU60                | 4 aprile 2003     | Spacewatch                   |
| 638233 | 2015 VH63                | 1 dicembre 2011   | Pan-STARRS                   |
| 638234 | 2015 VM67                | 13 ottobre 2006   | Spacewatch                   |
| 638235 | 2015 VC74                | 17 settembre 2006 | Spacewatch                   |
| 638236 | 2015 VU74                | 16 settembre 2003 | NEAT                         |
| 638237 | 2015 VF82                | 13 febbraio 2012  | Pan-STARRS                   |
| 638238 | 2015 VR82                | 30 maggio 2014    | Mount Lemmon Survey          |
| 638239 | 2015 VX84                | 10 novembre 2005  | Mount Lemmon Survey          |
| 638240 | 2015 VL85                | 7 settembre 2004  | Spacewatch                   |
| 638241 | 2015 VM86                | 15 ottobre 2015   | Pan-STARRS                   |
| 638242 | 2015 VZ90                | 19 agosto 2006    | Spacewatch                   |
| 638243 | 2015 VU95                | 20 settembre 2011 | Spacewatch                   |
| 638244 | 2015 VK96                | 20 ottobre 2006   | Mount Lemmon Survey          |
| 638245 | 2015 VD100               | 19 gennaio 2004   | Spacewatch                   |
| 638246 | 2015 VM100               | 11 marzo 2013     | Spacewatch                   |
| 638247 | 2015 VS100               | 13 gennaio 2008   | Spacewatch                   |
| 638248 | 2015 VA101               | 12 ottobre 2010   | Mount Lemmon Survey          |
| 638249 | 2015 VZ105               | 19 ottobre 2002   | NEAT                         |
| 638250 | 2015 VG107               | 27 ottobre 2003   | Spacewatch                   |
| 638251 | 2015 VX111               | 25 agosto 2004    | Spacewatch                   |
| 638252 | 2015 VY111               | 3 ottobre 2006    | Mount Lemmon Survey          |
| 638253 | 2015 VF112               | 8 novembre 2007   | Spacewatch                   |
| 638254 | 2015 VS112               | 9 novembre 2004   | CSS                          |
| 638255 | 2015 VJ113               | 22 agosto 2002    | NEAT                         |
| 638256 | 2015 VM116               | 5 novembre 2015   | Space Surveillance Telescope |
| 638257 | 2015 VL117               | 25 novembre 2011  | Pan-STARRS                   |
| 638258 | 2015 VP118               | 24 agosto 2006    | NEAT                         |
| 638259 | 2015 VB119               | 11 settembre 2002 | NEAT                         |
| 638260 | 2015 VC121               | 23 agosto 2003    | NEAT                         |
| 638261 | 2015 VJ122               | 3 novembre 2004   | LONEOS                       |
| 638262 | 2015 VU122               | 18 luglio 2006    | SSS                          |
| 638263 | 2015 VZ126               | 20 marzo 2002     | Kitt Peak Obs.               |
| 638264 | 2015 VN128               | 8 maggio 2006     | Mount Lemmon Survey          |
| 638265 | 2015 VU128               | 9 febbraio 2006   | NEAT                         |
| 638266 | 2015 VV128               | 4 maggio 2014     | Pan-STARRS                   |
| 638267 | 2015 VY128               | 14 ottobre 2001   | Spacewatch                   |
| 638268 | 2015 VM129               | 8 maggio 2005     | Spacewatch                   |
| 638269 | 2015 VL131               | 30 agosto 2011    | Pan-STARRS                   |
| 638270 | 2015 VT135               | 18 giugno 2010    | Mount Lemmon Survey          |
| 638271 | 2015 VD136               | 29 novembre 2005  | NEAT                         |
| 638272 | 2015 VM137               | 22 ottobre 2006   | Spacewatch                   |
| 638273 | 2015 VL145               | 1 luglio 2014     | Pan-STARRS                   |
| 638274 | 2015 VR149               | 2 maggio 2006     | Mount Lemmon Survey          |
| 638275 | 2015 VH151               | 19 settembre 2009 | Spacewatch                   |
| 638276 | 2015 VR151               | 11 settembre 2015 | Pan-STARRS                   |
| 638277 | 2015 VJ155               | 18 novembre 2007  | Mount Lemmon Survey          |
| 638278 | 2015 VN155               | 8 novembre 2010   | Mount Lemmon Survey          |
| 638279 | 2015 VV156               | 14 settembre 2006 | Spacewatch                   |
| 638280 | 2015 VX161               | 11 novembre 2006  | Mount Lemmon Survey          |
| 638281 | 2015 VK197               | 1 novembre 2015   | Mount Lemmon Survey          |
| 638282 | 2015 VP199               | 6 novembre 2015   | Mount Lemmon Survey          |
| 638283 | 2015 VE210               | 14 novembre 2015  | Mount Lemmon Survey          |
| 638284 | 2015 VT218               | 7 novembre 2015   | Mount Lemmon Survey          |
| 638285 | 2015 WM7                 | 18 gennaio 2005   | Spacewatch                   |
| 638286 | 2015 WS18                | 17 novembre 2015  | Pan-STARRS                   |
| 638287 | 2015 WY18                | 12 dicembre 2004  | Spacewatch                   |
| 638288 | 2015 WH19                | 21 giugno 2010    | Mount Lemmon Survey          |
| 638289 | 2015 WC20                | 21 maggio 2014    | Pan-STARRS                   |
| 638290 | 2015 XX2                 | 1 luglio 2011     | Pan-STARRS                   |
| 638291 | 2015 XM9                 | 10 aprile 2005    | Kitt Peak Obs.               |
| 638292 | 2015 XV17                | 18 gennaio 2008   | Spacewatch                   |
| 638293 | 2015 XB20                | 25 dicembre 2005  | Spacewatch                   |
| 638294 | 2015 XA23                | 30 settembre 2003 | Spacewatch                   |
| 638295 | 2015 XJ23                | 18 novembre 2011  | Mount Lemmon Survey          |
| 638296 | 2015 XK23                | 14 aprile 2008    | Spacewatch                   |
| 638297 | 2015 XC24                | 7 febbraio 2008   | Mount Lemmon Survey          |
| 638298 | 2015 XV26                | 14 settembre 2006 | Spacewatch                   |
| 638299 | 2015 XO28                | 28 marzo 2009     | Spacewatch                   |
| 638300 | 2015 XM35                | 22 novembre 2006  | Mount Lemmon Survey          |

## 638301–638400
| Nome   | Designazione provvisoria | Data di scoperta  | Scopritore                   |
| ------ | ------------------------ | ----------------- | ---------------------------- |
| 638301 | 2015 XZ35                | 25 marzo 2012     | Mount Lemmon Survey          |
| 638302 | 2015 XH39                | 2 settembre 2010  | Mount Lemmon Survey          |
| 638303 | 2015 XN41                | 9 aprile 2003     | Spacewatch                   |
| 638304 | 2015 XS44                | 13 novembre 2015  | Spacewatch                   |
| 638305 | 2015 XL47                | 31 dicembre 2007  | Spacewatch                   |
| 638306 | 2015 XE50                | 21 aprile 2009    | Mount Lemmon Survey          |
| 638307 | 2015 XA56                | 29 dicembre 2005  | NEAT                         |
| 638308 | 2015 XP58                | 11 agosto 2001    | NEAT                         |
| 638309 | 2015 XO62                | 4 febbraio 2005   | Mount Lemmon Survey          |
| 638310 | 2015 XJ64                | 18 novembre 2015  | Spacewatch                   |
| 638311 | 2015 XH69                | 3 ottobre 2010    | Spacewatch                   |
| 638312 | 2015 XJ70                | 20 dicembre 2004  | Spacewatch                   |
| 638313 | 2015 XP79                | 1 dicembre 2011   | Pan-STARRS                   |
| 638314 | 2015 XW83                | 4 gennaio 2012    | Spacewatch                   |
| 638315 | 2015 XH85                | 13 marzo 2012     | Mount Lemmon Survey          |
| 638316 | 2015 XR85                | 4 marzo 2008      | Spacewatch                   |
| 638317 | 2015 XU88                | 8 aprile 2014     | Mount Lemmon Survey          |
| 638318 | 2015 XD90                | 17 agosto 2006    | NEAT                         |
| 638319 | 2015 XW94                | 26 marzo 2001     | A. C. Becker                 |
| 638320 | 2015 XO97                | 31 ottobre 2006   | Mount Lemmon Survey          |
| 638321 | 2015 XW102               | 4 dicembre 2015   | Pan-STARRS                   |
| 638322 | 2015 XH103               | 7 giugno 2013     | Pan-STARRS                   |
| 638323 | 2015 XT103               | 10 aprile 2013    | Pan-STARRS                   |
| 638324 | 2015 XF104               | 20 agosto 2001    | Cerro Tololo Obs.            |
| 638325 | 2015 XL105               | 10 marzo 2008     | Spacewatch                   |
| 638326 | 2015 XS110               | 26 maggio 2006    | Mount Lemmon Survey          |
| 638327 | 2015 XT115               | 6 gennaio 2012    | Pan-STARRS                   |
| 638328 | 2015 XP125               | 13 febbraio 2008  | Mount Lemmon Survey          |
| 638329 | 2015 XB132               | 4 aprile 2005     | Mount Lemmon Survey          |
| 638330 | 2015 XB133               | 6 aprile 2002     | Cerro Tololo Obs.            |
| 638331 | 2015 XJ134               | 29 settembre 2009 | Mount Lemmon Survey          |
| 638332 | 2015 XT141               | 10 marzo 2007     | Mount Lemmon Survey          |
| 638333 | 2015 XW146               | 1 dicembre 2015   | Pan-STARRS                   |
| 638334 | 2015 XS149               | 15 settembre 2010 | Mount Lemmon Survey          |
| 638335 | 2015 XW154               | 14 febbraio 2013  | M. Schwartz, P. R. Holvorcem |
| 638336 | 2015 XE158               | 28 novembre 2011  | Mount Lemmon Survey          |
| 638337 | 2015 XM161               | 3 ottobre 2015    | Pan-STARRS                   |
| 638338 | 2015 XL163               | 23 ottobre 2011   | Pan-STARRS                   |
| 638339 | 2015 XA172               | 5 giugno 2010     | M. Schwartz, P. R. Holvorcem |
| 638340 | 2015 XE175               | 15 settembre 2006 | Spacewatch                   |
| 638341 | 2015 XM177               | 16 aprile 2013    | SSS                          |
| 638342 | 2015 XF182               | 3 ottobre 2006    | Mount Lemmon Survey          |
| 638343 | 2015 XQ189               | 3 gennaio 2012    | Mount Lemmon Survey          |
| 638344 | 2015 XS194               | 1 ottobre 2005    | Spacewatch                   |
| 638345 | 2015 XM198               | 22 ottobre 2006   | Spacewatch                   |
| 638346 | 2015 XZ202               | 1 marzo 2008      | Spacewatch                   |
| 638347 | 2015 XQ206               | 28 ottobre 2011   | Mount Lemmon Survey          |
| 638348 | 2015 XP209               | 25 ottobre 2005   | Mount Lemmon Survey          |
| 638349 | 2015 XG211               | 1 settembre 2005  | Spacewatch                   |
| 638350 | 2015 XW214               | 30 dicembre 2007  | Spacewatch                   |
| 638351 | 2015 XE218               | 5 dicembre 2007   | Spacewatch                   |
| 638352 | 2015 XN223               | 22 novembre 2015  | Mount Lemmon Survey          |
| 638353 | 2015 XP224               | 31 ottobre 2006   | Mount Lemmon Survey          |
| 638354 | 2015 XX228               | 10 novembre 2015  | Mount Lemmon Survey          |
| 638355 | 2015 XF231               | 23 agosto 2014    | Pan-STARRS                   |
| 638356 | 2015 XY240               | 29 agosto 2006    | Spacewatch                   |
| 638357 | 2015 XY243               | 26 settembre 2009 | Spacewatch                   |
| 638358 | 2015 XE255               | 8 marzo 2013      | Pan-STARRS                   |
| 638359 | 2015 XD271               | 27 febbraio 2012  | Pan-STARRS                   |
| 638360 | 2015 XN282               | 22 febbraio 2004  | Spacewatch                   |
| 638361 | 2015 XX284               | 4 dicembre 2015   | Mount Lemmon Survey          |
| 638362 | 2015 XM286               | 16 marzo 2012     | Mount Lemmon Survey          |
| 638363 | 2015 XU291               | 17 ottobre 2010   | Mount Lemmon Survey          |
| 638364 | 2015 XK299               | 8 marzo 2008      | Mount Lemmon Survey          |
| 638365 | 2015 XM299               | 4 marzo 2008      | Spacewatch                   |
| 638366 | 2015 XP300               | 11 settembre 2010 | Spacewatch                   |
| 638367 | 2015 XQ301               | 4 dicembre 2015   | Mount Lemmon Survey          |
| 638368 | 2015 XT308               | 16 ottobre 2015   | Mount Lemmon Survey          |
| 638369 | 2015 XF309               | 20 gennaio 2012   | Pan-STARRS                   |
| 638370 | 2015 XJ309               | 21 agosto 2006    | Spacewatch                   |
| 638371 | 2015 XH312               | 18 maggio 2002    | NEAT                         |
| 638372 | 2015 XJ314               | 28 febbraio 2008  | Spacewatch                   |
| 638373 | 2015 XQ314               | 23 ottobre 2006   | Spacewatch                   |
| 638374 | 2015 XT321               | 5 aprile 2008     | Mount Lemmon Survey          |
| 638375 | 2015 XP323               | 5 marzo 2008      | Mount Lemmon Survey          |
| 638376 | 2015 XJ324               | 13 febbraio 2002  | Spacewatch                   |
| 638377 | 2015 XY333               | 19 aprile 2013    | Pan-STARRS                   |
| 638378 | 2015 XW338               | 24 aprile 2007    | Mount Lemmon Survey          |
| 638379 | 2015 XV347               | 25 marzo 2009     | Mount Lemmon Survey          |
| 638380 | 2015 XO353               | 18 settembre 2003 | NEAT                         |
| 638381 | 2015 XY354               | 1 luglio 2014     | Pan-STARRS                   |
| 638382 | 2015 XK355               | 6 dicembre 2010   | Spacewatch                   |
| 638383 | 2015 XC357               | 16 marzo 2012     | Mount Lemmon Survey          |
| 638384 | 2015 XH359               | 28 febbraio 2008  | Spacewatch                   |
| 638385 | 2015 XG363               | 7 dicembre 2010   | Mount Lemmon Survey          |
| 638386 | 2015 XB366               | 28 gennaio 2007   | Spacewatch                   |
| 638387 | 2015 XA367               | 27 ottobre 2009   | Mount Lemmon Survey          |
| 638388 | 2015 XT367               | 13 ottobre 2010   | Mount Lemmon Survey          |
| 638389 | 2015 XD368               | 3 settembre 2010  | Mount Lemmon Survey          |
| 638390 | 2015 XZ368               | 16 ottobre 2006   | Spacewatch                   |
| 638391 | 2015 XU372               | 4 giugno 2014     | Pan-STARRS                   |
| 638392 | 2015 XT373               | 1 dicembre 2006   | Mount Lemmon Survey          |
| 638393 | 2015 XU373               | 28 ottobre 2006   | Mount Lemmon Survey          |
| 638394 | 2015 XZ375               | 1 settembre 2005  | Spacewatch                   |
| 638395 | 2015 XC380               | 26 agosto 2003    | Cerro Tololo Obs.            |
| 638396 | 2015 XP381               | 22 novembre 2006  | CSS                          |
| 638397 | 2015 XA402               | 13 dicembre 2010  | Mount Lemmon Survey          |
| 638398 | 2015 XC403               | 13 dicembre 2010  | Mount Lemmon Survey          |
| 638399 | 2015 XJ403               | 29 ottobre 2003   | Spacewatch                   |
| 638400 | 2015 XP403               | 9 ottobre 2008    | Mount Lemmon Survey          |

## 638401–638500
| Nome   | Designazione provvisoria | Data di scoperta  | Scopritore           |
| ------ | ------------------------ | ----------------- | -------------------- |
| 638401 | 2015 XS403               | 7 novembre 2007   | Spacewatch           |
| 638402 | 2015 XA404               | 20 novembre 2003  | Spacewatch           |
| 638403 | 2015 XG404               | 30 novembre 2003  | Spacewatch           |
| 638404 | 2015 XL406               | 20 agosto 2014    | Pan-STARRS           |
| 638405 | 2015 XF407               | 29 agosto 2002    | NEAT                 |
| 638406 | 2015 XY407               | 16 ottobre 2006   | CSS                  |
| 638407 | 2015 XQ413               | 12 maggio 2014    | Mount Lemmon Survey  |
| 638408 | 2015 XF414               | 30 settembre 2006 | Spacewatch           |
| 638409 | 2015 XB418               | 3 aprile 2011     | SSS                  |
| 638410 | 2015 XZ420               | 20 agosto 2014    | Pan-STARRS           |
| 638411 | 2015 YM5                 | 20 settembre 2003 | Spacewatch           |
| 638412 | 2015 YF7                 | 12 novembre 1999  | LINEAR               |
| 638413 | 2015 YJ7                 | 14 dicembre 2015  | Pan-STARRS           |
| 638414 | 2015 YF11                | 17 novembre 2007  | Spacewatch           |
| 638415 | 2015 YE13                | 31 dicembre 2015  | Pan-STARRS           |
| 638416 | 2015 YC22                | 23 gennaio 2011   | Mount Lemmon Survey  |
| 638417 | 2015 YR27                | 31 dicembre 2015  | Pan-STARRS           |
| 638418 | 2015 YZ36                | 19 dicembre 2015  | Mount Lemmon Survey  |
| 638419 | 2016 AS1                 | 1 maggio 2006     | Spacewatch           |
| 638420 | 2016 AF6                 | 2 dicembre 2010   | Mount Lemmon Survey  |
| 638421 | 2016 AR13                | 12 novembre 2001  | SDSS Collaboration   |
| 638422 | 2016 AT18                | 28 novembre 2010  | Mount Lemmon Survey  |
| 638423 | 2016 AO19                | 3 aprile 2008     | Spacewatch           |
| 638424 | 2016 AT20                | 22 ottobre 2005   | Spacewatch           |
| 638425 | 2016 AP23                | 24 febbraio 2006  | Spacewatch           |
| 638426 | 2016 AA24                | 18 aprile 2007    | Mount Lemmon Survey  |
| 638427 | 2016 AM25                | 1 marzo 2012      | Mount Lemmon Survey  |
| 638428 | 2016 AT29                | 27 novembre 2010  | Mount Lemmon Survey  |
| 638429 | 2016 AD30                | 2 gennaio 2011    | Mount Lemmon Survey  |
| 638430 | 2016 AT31                | 8 novembre 2010   | Mount Lemmon Survey  |
| 638431 | 2016 AG34                | 30 settembre 2005 | Mount Lemmon Survey  |
| 638432 | 2016 AD35                | 12 marzo 2008     | Spacewatch           |
| 638433 | 2016 AX35                | 15 agosto 2009    | Spacewatch           |
| 638434 | 2016 AS39                | 10 gennaio 2007   | Mount Lemmon Survey  |
| 638435 | 2016 AD41                | 24 novembre 2009  | Spacewatch           |
| 638436 | 2016 AZ43                | 13 luglio 2013    | Mount Lemmon Survey  |
| 638437 | 2016 AF44                | 4 dicembre 2005   | Mount Lemmon Survey  |
| 638438 | 2016 AL45                | 8 novembre 2010   | Mount Lemmon Survey  |
| 638439 | 2016 AB47                | 23 giugno 2009    | Mount Lemmon Survey  |
| 638440 | 2016 AC49                | 2 gennaio 2011    | Mount Lemmon Survey  |
| 638441 | 2016 AO54                | 6 agosto 2014     | Pan-STARRS           |
| 638442 | 2016 AP54                | 29 settembre 2003 | Spacewatch           |
| 638443 | 2016 AS55                | 7 aprile 2008     | Spacewatch           |
| 638444 | 2016 AS58                | 26 ottobre 2014   | Mount Lemmon Survey  |
| 638445 | 2016 AG59                | 9 marzo 2011      | Mount Lemmon Survey  |
| 638446 | 2016 AE60                | 21 gennaio 2012   | Spacewatch           |
| 638447 | 2016 AE62                | 29 marzo 2008     | Spacewatch           |
| 638448 | 2016 AO62                | 4 gennaio 2016    | Pan-STARRS           |
| 638449 | 2016 AE64                | 16 dicembre 1999  | Spacewatch           |
| 638450 | 2016 AY66                | 28 settembre 2003 | Spacewatch           |
| 638451 | 2016 AK68                | 3 dicembre 2004   | Spacewatch           |
| 638452 | 2016 AV68                | 14 dicembre 2006  | Mount Lemmon Survey  |
| 638453 | 2016 AU69                | 10 marzo 2007     | Spacewatch           |
| 638454 | 2016 AP75                | 20 maggio 2006    | Spacewatch           |
| 638455 | 2016 AH80                | 16 marzo 2012     | Mount Lemmon Survey  |
| 638456 | 2016 AR80                | 7 dicembre 2005   | Spacewatch           |
| 638457 | 2016 AQ84                | 27 maggio 2014    | Mount Lemmon Survey  |
| 638458 | 2016 AN85                | 19 ottobre 2006   | CSS                  |
| 638459 | 2016 AN86                | 3 gennaio 2012    | Mount Lemmon Survey  |
| 638460 | 2016 AX86                | 20 agosto 2001    | Cerro Tololo Obs.    |
| 638461 | 2016 AY87                | 9 dicembre 2015   | Pan-STARRS           |
| 638462 | 2016 AN95                | 21 ottobre 2008   | Mount Lemmon Survey  |
| 638463 | 2016 AW96                | 16 settembre 2014 | Pan-STARRS           |
| 638464 | 2016 AX96                | 5 novembre 2005   | Spacewatch           |
| 638465 | 2016 AW97                | 10 aprile 2008    | CSS                  |
| 638466 | 2016 AF101               | 4 novembre 2005   | Spacewatch           |
| 638467 | 2016 AA102               | 7 gennaio 2016    | Pan-STARRS           |
| 638468 | 2016 AW104               | 16 settembre 2003 | Spacewatch           |
| 638469 | 2016 AV108               | 28 ottobre 2006   | Mount Lemmon Survey  |
| 638470 | 2016 AW108               | 17 ottobre 2014   | Mount Lemmon Survey  |
| 638471 | 2016 AY110               | 25 agosto 2014    | Pan-STARRS           |
| 638472 | 2016 AH112               | 16 ottobre 2009   | Mount Lemmon Survey  |
| 638473 | 2016 AP115               | 14 febbraio 2010  | CSS                  |
| 638474 | 2016 AS115               | 26 settembre 1997 | R. Shank, C. Veillet |
| 638475 | 2016 AC117               | 10 dicembre 2010  | Mount Lemmon Survey  |
| 638476 | 2016 AT117               | 18 agosto 2009    | Spacewatch           |
| 638477 | 2016 AW124               | 8 gennaio 2016    | Pan-STARRS           |
| 638478 | 2016 AA126               | 8 febbraio 2011   | Mount Lemmon Survey  |
| 638479 | 2016 AW126               | 13 aprile 2011    | Mount Lemmon Survey  |
| 638480 | 2016 AW128               | 26 novembre 2014  | Pan-STARRS           |
| 638481 | 2016 AS135               | 4 settembre 2008  | Spacewatch           |
| 638482 | 2016 AG149               | 29 luglio 2009    | Spacewatch           |
| 638483 | 2016 AR158               | 14 marzo 2005     | Mount Lemmon Survey  |
| 638484 | 2016 AS159               | 14 giugno 2006    | NEAT                 |
| 638485 | 2016 AG168               | 28 marzo 2012     | Spacewatch           |
| 638486 | 2016 AO168               | 6 settembre 2008  | Mount Lemmon Survey  |
| 638487 | 2016 AJ169               | 2 ottobre 2003    | Spacewatch           |
| 638488 | 2016 AA183               | 24 settembre 2003 | NEAT                 |
| 638489 | 2016 AW186               | 5 ottobre 2010    | K. Černis            |
| 638490 | 2016 AJ187               | 11 aprile 2005    | Spacewatch           |
| 638491 | 2016 AP191               | 30 dicembre 2005  | Mount Lemmon Survey  |
| 638492 | 2016 AR195               | 14 aprile 2008    | Mount Lemmon Survey  |
| 638493 | 2016 AU209               | 3 maggio 2011     | Spacewatch           |
| 638494 | 2016 AC217               | 30 marzo 2011     | Pan-STARRS           |
| 638495 | 2016 AF218               | 27 agosto 2014    | Pan-STARRS           |
| 638496 | 2016 AB219               | 11 giugno 2000    | Spacewatch           |
| 638497 | 2016 AG219               | 20 settembre 2014 | Pan-STARRS           |
| 638498 | 2016 AJ219               | 14 gennaio 2016   | Pan-STARRS           |
| 638499 | 2016 AZ219               | 26 gennaio 2006   | Mount Lemmon Survey  |
| 638500 | 2016 AG220               | 26 ottobre 2008   | Mount Lemmon Survey  |

## 638501–638600
| Nome   | Designazione provvisoria | Data di scoperta  | Scopritore                |
| ------ | ------------------------ | ----------------- | ------------------------- |
| 638501 | 2016 AP220               | 13 novembre 2006  | CSS                       |
| 638502 | 2016 AK221               | 4 gennaio 2016    | Pan-STARRS                |
| 638503 | 2016 AX222               | 3 gennaio 2011    | Mount Lemmon Survey       |
| 638504 | 2016 AR223               | 5 aprile 2006     | SSS                       |
| 638505 | 2016 AV224               | 15 luglio 2013    | Pan-STARRS                |
| 638506 | 2016 AU230               | 3 dicembre 2010   | Spacewatch                |
| 638507 | 2016 AG233               | 12 febbraio 2004  | Spacewatch                |
| 638508 | 2016 AJ234               | 10 settembre 2004 | Spacewatch                |
| 638509 | 2016 AT234               | 23 settembre 2014 | Mount Lemmon Survey       |
| 638510 | 2016 AV235               | 17 novembre 2009  | Spacewatch                |
| 638511 | 2016 AF236               | 9 agosto 2013     | Pan-STARRS                |
| 638512 | 2016 AO236               | 4 gennaio 2016    | Pan-STARRS                |
| 638513 | 2016 AW236               | 2 ottobre 2008    | Spacewatch                |
| 638514 | 2016 AA237               | 26 ottobre 2005   | Spacewatch                |
| 638515 | 2016 AE239               | 2 ottobre 2010    | Mount Lemmon Survey       |
| 638516 | 2016 AF239               | 18 giugno 2013    | Pan-STARRS                |
| 638517 | 2016 AM239               | 25 dicembre 2010  | Mount Lemmon Survey       |
| 638518 | 2016 AP239               | 19 gennaio 2012   | Spacewatch                |
| 638519 | 2016 AR242               | 27 agosto 2014    | Pan-STARRS                |
| 638520 | 2016 AG243               | 5 dicembre 2010   | Mount Lemmon Survey       |
| 638521 | 2016 AL244               | 13 aprile 2012    | Pan-STARRS                |
| 638522 | 2016 AU245               | 3 gennaio 2016    | Pan-STARRS                |
| 638523 | 2016 AB247               | 16 novembre 2014  | Spacewatch                |
| 638524 | 2016 AE248               | 4 gennaio 2016    | Pan-STARRS                |
| 638525 | 2016 AG250               | 4 gennaio 2016    | Pan-STARRS                |
| 638526 | 2016 AW251               | 4 gennaio 2016    | Pan-STARRS                |
| 638527 | 2016 AK252               | 4 gennaio 2016    | Pan-STARRS                |
| 638528 | 2016 AK253               | 27 settembre 2006 | Mount Lemmon Survey       |
| 638529 | 2016 AR253               | 19 gennaio 2012   | Pan-STARRS                |
| 638530 | 2016 AX256               | 7 gennaio 2016    | Pan-STARRS                |
| 638531 | 2016 AL258               | 8 gennaio 2016    | Pan-STARRS                |
| 638532 | 2016 AF260               | 28 ottobre 2014   | Pan-STARRS                |
| 638533 | 2016 AK261               | 24 ottobre 2003   | SDSS Collaboration        |
| 638534 | 2016 AW265               | 26 novembre 2014  | Pan-STARRS                |
| 638535 | 2016 AY266               | 11 gennaio 2016   | Pan-STARRS                |
| 638536 | 2016 AG271               | 23 settembre 2008 | Mount Lemmon Survey       |
| 638537 | 2016 AD272               | 14 gennaio 2016   | Pan-STARRS                |
| 638538 | 2016 AR273               | 14 gennaio 2016   | Pan-STARRS                |
| 638539 | 2016 AZ273               | 8 agosto 2013     | Pan-STARRS                |
| 638540 | 2016 AJ276               | 14 gennaio 2016   | Pan-STARRS                |
| 638541 | 2016 AS277               | 22 agosto 2004    | Spacewatch                |
| 638542 | 2016 AP311               | 1 gennaio 2016    | Mount Lemmon Survey       |
| 638543 | 2016 AQ337               | 14 ottobre 2014   | Mount Lemmon Survey       |
| 638544 | 2016 AC355               | 8 novembre 2013   | Mount Lemmon Survey       |
| 638545 | 2016 AA358               | 4 gennaio 2016    | Pan-STARRS                |
| 638546 | 2016 AX360               | 2 gennaio 2016    | Pan-STARRS                |
| 638547 | 2016 AK375               | 29 novembre 2014  | Mount Lemmon Survey       |
| 638548 | 2016 AH376               | 8 gennaio 2016    | Pan-STARRS                |
| 638549 | 2016 AR379               | 15 novembre 2010  | Mount Lemmon Survey       |
| 638550 | 2016 BF2                 | 26 aprile 2003    | Spacewatch                |
| 638551 | 2016 BW10                | 20 ottobre 2008   | Spacewatch                |
| 638552 | 2016 BV12                | 25 settembre 2005 | NEAT                      |
| 638553 | 2016 BY12                | 15 maggio 2013    | Pan-STARRS                |
| 638554 | 2016 BF15                | 1 gennaio 2003    | LINEAR                    |
| 638555 | 2016 BS19                | 10 marzo 2007     | Spacewatch                |
| 638556 | 2016 BU20                | 15 maggio 2013    | Pan-STARRS                |
| 638557 | 2016 BD23                | 12 marzo 2011     | Mount Lemmon Survey       |
| 638558 | 2016 BD24                | 15 dicembre 1999  | Spacewatch                |
| 638559 | 2016 BM27                | 17 gennaio 2005   | Spacewatch                |
| 638560 | 2016 BF29                | 25 novembre 2005  | Spacewatch                |
| 638561 | 2016 BU30                | 25 febbraio 2011  | Mount Lemmon Survey       |
| 638562 | 2016 BX31                | 22 settembre 2009 | Mount Lemmon Survey       |
| 638563 | 2016 BC33                | 13 luglio 2013    | Pan-STARRS                |
| 638564 | 2016 BM40                | 28 ottobre 2005   | Spacewatch                |
| 638565 | 2016 BV40                | 2 ottobre 2014    | Pan-STARRS                |
| 638566 | 2016 BZ41                | 23 gennaio 2006   | Spacewatch                |
| 638567 | 2016 BL43                | 29 gennaio 2016   | Spacewatch                |
| 638568 | 2016 BL44                | 27 gennaio 2003   | AMOS                      |
| 638569 | 2016 BL48                | 15 novembre 2007  | Mount Lemmon Survey       |
| 638570 | 2016 BS49                | 11 ottobre 1999   | C. J. Pritchet            |
| 638571 | 2016 BO51                | 10 dicembre 2005  | Spacewatch                |
| 638572 | 2016 BQ52                | 18 agosto 2009    | Spacewatch                |
| 638573 | 2016 BW52                | 29 novembre 2003  | Spacewatch                |
| 638574 | 2016 BQ54                | 15 marzo 2012     | Mount Lemmon Survey       |
| 638575 | 2016 BG56                | 26 maggio 2014    | Pan-STARRS                |
| 638576 | 2016 BR56                | 21 febbraio 2007  | Mount Lemmon Survey       |
| 638577 | 2016 BQ57                | 2 dicembre 2005   | Osservatorio di Mauna Kea |
| 638578 | 2016 BX57                | 26 ottobre 2014   | Mount Lemmon Survey       |
| 638579 | 2016 BK58                | 7 ottobre 2005    | Mount Lemmon Survey       |
| 638580 | 2016 BS59                | 30 gennaio 2016   | Mount Lemmon Survey       |
| 638581 | 2016 BV59                | 30 ottobre 2005   | Spacewatch                |
| 638582 | 2016 BG63                | 10 novembre 2009  | Spacewatch                |
| 638583 | 2016 BG64                | 9 agosto 2013     | Osservatorio di Simeiz    |
| 638584 | 2016 BN64                | 29 gennaio 2016   | Spacewatch                |
| 638585 | 2016 BA68                | 27 marzo 2012     | Spacewatch                |
| 638586 | 2016 BE70                | 30 dicembre 2005  | Spacewatch                |
| 638587 | 2016 BJ73                | 26 marzo 2001     | Spacewatch                |
| 638588 | 2016 BM73                | 31 agosto 2014    | Pan-STARRS                |
| 638589 | 2016 BA88                | 9 febbraio 2005   | Mount Lemmon Survey       |
| 638590 | 2016 BS88                | 2 settembre 2005  | NEAT                      |
| 638591 | 2016 BQ89                | 27 gennaio 2007   | Mount Lemmon Survey       |
| 638592 | 2016 BM93                | 21 marzo 2012     | Mount Lemmon Survey       |
| 638593 | 2016 BT93                | 8 gennaio 2011    | Mount Lemmon Survey       |
| 638594 | 2016 BV95                | 14 marzo 2011     | Spacewatch                |
| 638595 | 2016 BC104               | 26 giugno 2012    | L. Elenin                 |
| 638596 | 2016 BP104               | 13 luglio 2013    | Pan-STARRS                |
| 638597 | 2016 BQ104               | 14 luglio 2013    | Pan-STARRS                |
| 638598 | 2016 BH105               | 14 luglio 2013    | Pan-STARRS                |
| 638599 | 2016 BK112               | 19 gennaio 2016   | Mount Lemmon Survey       |
| 638600 | 2016 BQ116               | 31 gennaio 2016   | Pan-STARRS                |

## 638601–638700
| Nome            | Designazione provvisoria | Data di scoperta  | Scopritore                    |
| --------------- | ------------------------ | ----------------- | ----------------------------- |
| 638601          | 2016 BZ117               | 17 gennaio 2016   | Pan-STARRS                    |
| 638602          | 2016 BX124               | 18 gennaio 2016   | Pan-STARRS                    |
| 638603          | 2016 CJ                  | 24 dicembre 2005  | Spacewatch                    |
| 638604          | 2016 CC5                 | 3 marzo 2006      | Spacewatch                    |
| 638605          | 2016 CN6                 | 9 marzo 2011      | Mount Lemmon Survey           |
| 638606          | 2016 CO6                 | 21 febbraio 2007  | Spacewatch                    |
| 638607          | 2016 CT6                 | 12 gennaio 2011   | Mount Lemmon Survey           |
| 638608          | 2016 CV6                 | 11 aprile 2007    | Spacewatch                    |
| 638609          | 2016 CD8                 | 15 luglio 2013    | Pan-STARRS                    |
| 638610          | 2016 CD11                | 27 gennaio 2007   | Mount Lemmon Survey           |
| 638611          | 2016 CE12                | 25 febbraio 2011  | Spacewatch                    |
| 638612          | 2016 CY12                | 8 marzo 2005      | Mount Lemmon Survey           |
| 638613          | 2016 CE13                | 28 gennaio 2011   | Mount Lemmon Survey           |
| 638614          | 2016 CO17                | 20 agosto 2009    | Spacewatch                    |
| 638615          | 2016 CD18                | 26 gennaio 2000   | Spacewatch                    |
| 638616          | 2016 CP32                | 1 novembre 2008   | Spacewatch                    |
| 638617          | 2016 CF36                | 3 febbraio 2016   | Pan-STARRS                    |
| 638618          | 2016 CR37                | 8 gennaio 2016    | Pan-STARRS                    |
| 638619          | 2016 CL39                | 1 luglio 2013     | Pan-STARRS                    |
| 638620          | 2016 CV39                | 11 gennaio 2000   | Spacewatch                    |
| 638621          | 2016 CM59                | 30 settembre 2008 | Mount Lemmon Survey           |
| 638622          | 2016 CD64                | 21 agosto 2001    | NEAT                          |
| 638623          | 2016 CL64                | 22 settembre 2014 | Pan-STARRS                    |
| 638624 Xueqikun | 2016 CY66                | 11 settembre 2007 | PMO NEO                       |
| 638625          | 2016 CR72                | 17 gennaio 2004   | Spacewatch                    |
| 638626          | 2016 CF74                | 31 agosto 2014    | Pan-STARRS                    |
| 638627          | 2016 CY74                | 12 aprile 1996    | Spacewatch                    |
| 638628          | 2016 CX76                | 19 aprile 2012    | R. Holmes                     |
| 638629          | 2016 CE78                | 13 febbraio 2008  | Spacewatch                    |
| 638630          | 2016 CF78                | 8 ottobre 1999    | Spacewatch                    |
| 638631          | 2016 CH81                | 23 settembre 2008 | Spacewatch                    |
| 638632          | 2016 CV81                | 23 settembre 2008 | Mount Lemmon Survey           |
| 638633          | 2016 CY81                | 27 aprile 2012    | Pan-STARRS                    |
| 638634          | 2016 CN83                | 5 febbraio 2016   | Pan-STARRS                    |
| 638635          | 2016 CB87                | 16 marzo 2012     | Spacewatch                    |
| 638636          | 2016 CE87                | 10 dicembre 2014  | Mount Lemmon Survey           |
| 638637          | 2016 CW89                | 3 ottobre 2008    | Mount Lemmon Survey           |
| 638638          | 2016 CX90                | 21 febbraio 2002  | Spacewatch                    |
| 638639          | 2016 CY94                | 24 agosto 2008    | Spacewatch                    |
| 638640          | 2016 CU96                | 3 ottobre 2014    | Mount Lemmon Survey           |
| 638641          | 2016 CN98                | 25 settembre 2008 | Spacewatch                    |
| 638642          | 2016 CQ101               | 7 gennaio 2016    | Pan-STARRS                    |
| 638643          | 2016 CL107               | 27 aprile 2012    | Pan-STARRS                    |
| 638644          | 2016 CG115               | 3 giugno 2008     | Mount Lemmon Survey           |
| 638645          | 2016 CS115               | 6 maggio 2006     | Mount Lemmon Survey           |
| 638646          | 2016 CY116               | 17 gennaio 2016   | Pan-STARRS                    |
| 638647          | 2016 CL118               | 9 novembre 2009   | Spacewatch                    |
| 638648          | 2016 CT118               | 11 settembre 2007 | CSS                           |
| 638649          | 2016 CA119               | 26 settembre 2009 | Spacewatch                    |
| 638650          | 2016 CT120               | 27 febbraio 2006  | Mount Lemmon Survey           |
| 638651          | 2016 CV121               | 17 marzo 2005     | Spacewatch                    |
| 638652          | 2016 CR128               | 5 febbraio 2016   | Pan-STARRS                    |
| 638653          | 2016 CS130               | 3 settembre 2007  | CSS                           |
| 638654          | 2016 CL131               | 6 novembre 2008   | Mount Lemmon Survey           |
| 638655          | 2016 CE138               | 15 gennaio 2005   | Spacewatch                    |
| 638656          | 2016 CJ142               | 19 dicembre 2009  | Spacewatch                    |
| 638657          | 2016 CO144               | 8 gennaio 2016    | Pan-STARRS                    |
| 638658          | 2016 CL148               | 12 maggio 2005    | Mount Lemmon Survey           |
| 638659          | 2016 CV149               | 22 maggio 2001    | J. L. Elliot, L. H. Wasserman |
| 638660          | 2016 CP150               | 27 settembre 2009 | Spacewatch                    |
| 638661          | 2016 CR150               | 25 settembre 2009 | Spacewatch                    |
| 638662          | 2016 CK151               | 25 ottobre 2005   | Spacewatch                    |
| 638663          | 2016 CM152               | 25 febbraio 2007  | Spacewatch                    |
| 638664          | 2016 CE153               | 4 ottobre 1999    | Spacewatch                    |
| 638665          | 2016 CM154               | 30 gennaio 2016   | Mount Lemmon Survey           |
| 638666          | 2016 CC156               | 10 febbraio 2011  | Mount Lemmon Survey           |
| 638667          | 2016 CA162               | 2 ottobre 2000    | Spacewatch                    |
| 638668          | 2016 CT163               | 23 febbraio 2007  | Mount Lemmon Survey           |
| 638669          | 2016 CR164               | 26 settembre 2014 | I. d. l. Cueva, J. L. Ferrer  |
| 638670          | 2016 CY164               | 15 ottobre 2004   | Spacewatch                    |
| 638671          | 2016 CC167               | 22 novembre 2009  | Spacewatch                    |
| 638672          | 2016 CP167               | 21 maggio 2006    | Spacewatch                    |
| 638673          | 2016 CV169               | 22 agosto 2004    | Osservatorio di Mauna Kea     |
| 638674          | 2016 CT172               | 27 febbraio 2012  | Pan-STARRS                    |
| 638675          | 2016 CM173               | 30 settembre 2014 | Mount Lemmon Survey           |
| 638676 Žižek    | 2016 CJ185               | 1 settembre 2014  | M. Żołnowski, M. Kusiak       |
| 638677          | 2016 CN189               | 17 novembre 2008  | Spacewatch                    |
| 638678          | 2016 CN190               | 12 febbraio 2011  | Mount Lemmon Survey           |
| 638679          | 2016 CM191               | 5 dicembre 2005   | Spacewatch                    |
| 638680          | 2016 CV194               | 25 agosto 2014    | Pan-STARRS                    |
| 638681          | 2016 CE200               | 14 settembre 2013 | Mount Lemmon Survey           |
| 638682          | 2016 CA203               | 14 gennaio 2011   | Mount Lemmon Survey           |
| 638683          | 2016 CP203               | 9 febbraio 2016   | Pan-STARRS                    |
| 638684          | 2016 CX204               | 23 aprile 2011    | Pan-STARRS                    |
| 638685          | 2016 CO205               | 11 gennaio 2002   | Spacewatch                    |
| 638686          | 2016 CZ210               | 26 febbraio 2009  | Spacewatch                    |
| 638687          | 2016 CF214               | 1 novembre 2008   | Mount Lemmon Survey           |
| 638688          | 2016 CK219               | 3 aprile 2011     | J. Skvarč                     |
| 638689          | 2016 CZ219               | 28 settembre 2006 | Spacewatch                    |
| 638690          | 2016 CP224               | 17 novembre 2014  | Pan-STARRS                    |
| 638691          | 2016 CV235               | 10 febbraio 2016  | Pan-STARRS                    |
| 638692          | 2016 CC245               | 28 aprile 2012    | Mount Lemmon Survey           |
| 638693          | 2016 CF249               | 23 ottobre 2009   | Spacewatch                    |
| 638694          | 2016 CO249               | 13 settembre 2013 | Spacewatch                    |
| 638695          | 2016 CT252               | 3 maggio 2008     | Mount Lemmon Survey           |
| 638696          | 2016 CX255               | 5 aprile 2005     | Spacewatch                    |
| 638697          | 2016 CG258               | 10 novembre 2009  | Spacewatch                    |
| 638698          | 2016 CF263               | 12 febbraio 2016  | Pan-STARRS                    |
| 638699          | 2016 CZ277               | 20 dicembre 2004  | Mount Lemmon Survey           |
| 638700          | 2016 CR278               | 13 settembre 2007 | Mount Lemmon Survey           |

## 638701–638800
| Nome   | Designazione provvisoria | Data di scoperta  | Scopritore                |
| ------ | ------------------------ | ----------------- | ------------------------- |
| 638701 | 2016 CP279               | 27 aprile 2012    | Pan-STARRS                |
| 638702 | 2016 CR279               | 8 febbraio 2011   | Mount Lemmon Survey       |
| 638703 | 2016 CY279               | 20 novembre 2014  | Pan-STARRS                |
| 638704 | 2016 CF280               | 28 ottobre 2014   | Pan-STARRS                |
| 638705 | 2016 CM282               | 16 aprile 2005    | Spacewatch                |
| 638706 | 2016 CO282               | 12 settembre 2007 | CSS                       |
| 638707 | 2016 CT282               | 23 maggio 2006    | Mount Lemmon Survey       |
| 638708 | 2016 CV282               | 22 novembre 2014  | Pan-STARRS                |
| 638709 | 2016 CJ283               | 12 settembre 2007 | Mount Lemmon Survey       |
| 638710 | 2016 CW283               | 13 settembre 2007 | Mount Lemmon Survey       |
| 638711 | 2016 CW289               | 29 gennaio 2011   | Mount Lemmon Survey       |
| 638712 | 2016 CS293               | 12 agosto 2013    | Pan-STARRS                |
| 638713 | 2016 CT294               | 11 gennaio 2015   | Pan-STARRS                |
| 638714 | 2016 CX295               | 3 aprile 2011     | Pan-STARRS                |
| 638715 | 2016 CU299               | 20 ottobre 2006   | Spacewatch                |
| 638716 | 2016 CZ300               | 26 luglio 2001    | NEAT                      |
| 638717 | 2016 CH304               | 8 giugno 2011     | Mount Lemmon Survey       |
| 638718 | 2016 CZ306               | 6 febbraio 2016   | Pan-STARRS                |
| 638719 | 2016 CA308               | 11 settembre 2007 | Mount Lemmon Survey       |
| 638720 | 2016 CM308               | 9 febbraio 2016   | Pan-STARRS                |
| 638721 | 2016 CD309               | 22 dicembre 2003  | Spacewatch                |
| 638722 | 2016 CQ309               | 8 gennaio 2010    | Mount Lemmon Survey       |
| 638723 | 2016 CM310               | 25 ottobre 2014   | Mount Lemmon Survey       |
| 638724 | 2016 CO310               | 13 luglio 2013    | Pan-STARRS                |
| 638725 | 2016 CY310               | 17 novembre 2014  | Pan-STARRS                |
| 638726 | 2016 CF313               | 12 aprile 2011    | Mount Lemmon Survey       |
| 638727 | 2016 CK316               | 11 febbraio 2016  | Pan-STARRS                |
| 638728 | 2016 CB319               | 11 febbraio 2016  | Pan-STARRS                |
| 638729 | 2016 CG320               | 21 dicembre 2014  | Pan-STARRS                |
| 638730 | 2016 CJ337               | 3 febbraio 2016   | Pan-STARRS                |
| 638731 | 2016 CO337               | 5 febbraio 2016   | Pan-STARRS                |
| 638732 | 2016 CU337               | 1 febbraio 2016   | Pan-STARRS                |
| 638733 | 2016 CL340               | 9 febbraio 2016   | Pan-STARRS                |
| 638734 | 2016 CX350               | 2 febbraio 2016   | Pan-STARRS                |
| 638735 | 2016 CA351               | 26 gennaio 2015   | Pan-STARRS                |
| 638736 | 2016 CB351               | 5 febbraio 2016   | Pan-STARRS                |
| 638737 | 2016 CT351               | 5 febbraio 2016   | Pan-STARRS                |
| 638738 | 2016 CY387               | 11 febbraio 2016  | Pan-STARRS                |
| 638739 | 2016 CS391               | 5 febbraio 2016   | Mount Lemmon Survey       |
| 638740 | 2016 CJ411               | 1 febbraio 2016   | Pan-STARRS                |
| 638741 | 2016 DS                  | 24 dicembre 2001  | NEAT                      |
| 638742 | 2016 DH3                 | 22 ottobre 2009   | Mount Lemmon Survey       |
| 638743 | 2016 DB6                 | 6 marzo 2003      | LONEOS                    |
| 638744 | 2016 DY6                 | 16 marzo 2007     | Mount Lemmon Survey       |
| 638745 | 2016 DU8                 | 23 settembre 2008 | Spacewatch                |
| 638746 | 2016 DA10                | 17 agosto 1999    | Spacewatch                |
| 638747 | 2016 DD12                | 14 settembre 2007 | Y. Ivaščenko              |
| 638748 | 2016 DS12                | 30 settembre 2006 | Spacewatch                |
| 638749 | 2016 DN13                | 17 gennaio 2016   | Pan-STARRS                |
| 638750 | 2016 DL14                | 14 marzo 2004     | Spacewatch                |
| 638751 | 2016 DN14                | 3 febbraio 2010   | G. Hug                    |
| 638752 | 2016 DT15                | 8 gennaio 2016    | Pan-STARRS                |
| 638753 | 2016 DX18                | 2 aprile 2000     | Spacewatch                |
| 638754 | 2016 DM19                | 20 aprile 2012    | Mount Lemmon Survey       |
| 638755 | 2016 DT22                | 31 gennaio 2006   | Spacewatch                |
| 638756 | 2016 DM27                | 28 ottobre 2008   | Spacewatch                |
| 638757 | 2016 DV32                | 25 aprile 2000    | Spacewatch                |
| 638758 | 2016 DK33                | 20 ottobre 2007   | Mount Lemmon Survey       |
| 638759 | 2016 DJ40                | 27 febbraio 2016  | Mount Lemmon Survey       |
| 638760 | 2016 EO3                 | 28 febbraio 2012  | Pan-STARRS                |
| 638761 | 2016 EG5                 | 10 marzo 2011     | Spacewatch                |
| 638762 | 2016 EP7                 | 3 aprile 2005     | NEAT                      |
| 638763 | 2016 EU7                 | 14 luglio 2013    | Pan-STARRS                |
| 638764 | 2016 EN11                | 17 novembre 2014  | Pan-STARRS                |
| 638765 | 2016 EY12                | 27 novembre 2014  | Pan-STARRS                |
| 638766 | 2016 EH20                | 15 ottobre 2007   | Spacewatch                |
| 638767 | 2016 EE37                | 28 maggio 2012    | Mount Lemmon Survey       |
| 638768 | 2016 EL43                | 26 novembre 2014  | Pan-STARRS                |
| 638769 | 2016 EE45                | 12 novembre 2006  | Mount Lemmon Survey       |
| 638770 | 2016 EW56                | 23 febbraio 2011  | Spacewatch                |
| 638771 | 2016 EM59                | 26 settembre 2000 | AMOS                      |
| 638772 | 2016 EU60                | 18 luglio 2007    | Mount Lemmon Survey       |
| 638773 | 2016 EE67                | 9 settembre 2007  | Mount Lemmon Survey       |
| 638774 | 2016 EW67                | 4 febbraio 2005   | Spacewatch                |
| 638775 | 2016 EJ70                | 28 gennaio 2003   | Spacewatch                |
| 638776 | 2016 ET74                | 23 ottobre 2003   | SDSS Collaboration        |
| 638777 | 2016 EV75                | 6 marzo 2011      | Mount Lemmon Survey       |
| 638778 | 2016 EY76                | 28 ottobre 2008   | Mount Lemmon Survey       |
| 638779 | 2016 EZ76                | 24 maggio 2006    | Spacewatch                |
| 638780 | 2016 EO78                | 14 maggio 2005    | Mount Lemmon Survey       |
| 638781 | 2016 ET78                | 11 ottobre 2001   | NEAT                      |
| 638782 | 2016 EM80                | 21 aprile 2011    | Pan-STARRS                |
| 638783 | 2016 EP80                | 25 dicembre 2003  | SDSS Collaboration        |
| 638784 | 2016 EX86                | 2 aprile 2011     | Spacewatch                |
| 638785 | 2016 EA87                | 10 marzo 2005     | K. Černis, J. Zdanavičius |
| 638786 | 2016 ES104               | 27 aprile 2012    | Pan-STARRS                |
| 638787 | 2016 EZ105               | 7 marzo 2016      | Pan-STARRS                |
| 638788 | 2016 ED111               | 27 marzo 2003     | Spacewatch                |
| 638789 | 2016 EC112               | 23 ottobre 2003   | SDSS Collaboration        |
| 638790 | 2016 ER112               | 14 marzo 2005     | Mount Lemmon Survey       |
| 638791 | 2016 EU113               | 16 ottobre 2003   | NEAT                      |
| 638792 | 2016 ER115               | 14 febbraio 2010  | Mount Lemmon Survey       |
| 638793 | 2016 EB118               | 23 settembre 2008 | Mount Lemmon Survey       |
| 638794 | 2016 EE118               | 29 agosto 2006    | Spacewatch                |
| 638795 | 2016 ET119               | 5 febbraio 2016   | Pan-STARRS                |
| 638796 | 2016 EU120               | 5 febbraio 2016   | Pan-STARRS                |
| 638797 | 2016 EL121               | 14 marzo 2007     | Mount Lemmon Survey       |
| 638798 | 2016 ER121               | 12 agosto 2013    | Pan-STARRS                |
| 638799 | 2016 EB122               | 13 marzo 2011     | Mount Lemmon Survey       |
| 638800 | 2016 EH125               | 21 ottobre 2008   | Spacewatch                |

## 638801–638900
| Nome   | Designazione provvisoria | Data di scoperta  | Scopritore                  |
| ------ | ------------------------ | ----------------- | --------------------------- |
| 638801 | 2016 EL128               | 25 febbraio 2011  | Mount Lemmon Survey         |
| 638802 | 2016 EA135               | 30 novembre 2008  | Mount Lemmon Survey         |
| 638803 | 2016 EL135               | 9 maggio 2011     | Mount Lemmon Survey         |
| 638804 | 2016 EY136               | 2 novembre 2007   | Mount Lemmon Survey         |
| 638805 | 2016 EO141               | 25 gennaio 2006   | Spacewatch                  |
| 638806 | 2016 EG142               | 17 ottobre 2006   | Mount Lemmon Survey         |
| 638807 | 2016 ET143               | 23 ottobre 2013   | Mount Lemmon Survey         |
| 638808 | 2016 EH145               | 10 novembre 2013  | Mount Lemmon Survey         |
| 638809 | 2016 EQ146               | 3 ottobre 2013    | Pan-STARRS                  |
| 638810 | 2016 ES146               | 5 marzo 2010      | Spacewatch                  |
| 638811 | 2016 EM148               | 22 aprile 2011    | Spacewatch                  |
| 638812 | 2016 EU152               | 8 ottobre 2012    | Pan-STARRS                  |
| 638813 | 2016 EG164               | 3 novembre 2008   | Mount Lemmon Survey         |
| 638814 | 2016 EE169               | 17 settembre 1995 | Spacewatch                  |
| 638815 | 2016 EB176               | 16 marzo 2005     | Mount Lemmon Survey         |
| 638816 | 2016 EM179               | 12 marzo 2016     | Pan-STARRS                  |
| 638817 | 2016 EE185               | 21 aprile 2011    | Pan-STARRS                  |
| 638818 | 2016 EY185               | 2 dicembre 2010   | Spacewatch                  |
| 638819 | 2016 EN186               | 21 ottobre 2006   | Spacewatch                  |
| 638820 | 2016 EU189               | 13 dicembre 2015  | Pan-STARRS                  |
| 638821 | 2016 EH191               | 13 agosto 2004    | Cerro Tololo Obs.           |
| 638822 | 2016 EO191               | 6 agosto 2005     | NEAT                        |
| 638823 | 2016 EQ191               | 7 settembre 2008  | Mount Lemmon Survey         |
| 638824 | 2016 EA194               | 21 dicembre 2015  | Mount Lemmon Survey         |
| 638825 | 2016 EK201               | 29 settembre 2008 | Spacewatch                  |
| 638826 | 2016 ES219               | 2 marzo 2011      | Spacewatch                  |
| 638827 | 2016 EM221               | 24 agosto 2007    | Spacewatch                  |
| 638828 | 2016 ES221               | 14 marzo 2016     | Mount Lemmon Survey         |
| 638829 | 2016 EX221               | 5 marzo 2006      | Mount Lemmon Survey         |
| 638830 | 2016 EH224               | 16 gennaio 2015   | Pan-STARRS                  |
| 638831 | 2016 EV226               | 13 maggio 2007    | Spacewatch                  |
| 638832 | 2016 EZ226               | 20 settembre 2006 | Spacewatch                  |
| 638833 | 2016 ED227               | 11 ottobre 2007   | Mount Lemmon Survey         |
| 638834 | 2016 EK227               | 13 marzo 2016     | Pan-STARRS                  |
| 638835 | 2016 EO227               | 14 agosto 2012    | Pan-STARRS                  |
| 638836 | 2016 ER228               | 8 marzo 2016      | Pan-STARRS                  |
| 638837 | 2016 EY230               | 23 agosto 2001    | Spacewatch                  |
| 638838 | 2016 ET232               | 14 settembre 2013 | Mount Lemmon Survey         |
| 638839 | 2016 EZ236               | 1 settembre 2013  | Pan-STARRS                  |
| 638840 | 2016 EY237               | 24 novembre 2003  | Kitt Peak Obs.              |
| 638841 | 2016 EJ240               | 14 settembre 2013 | Pan-STARRS                  |
| 638842 | 2016 EO240               | 10 marzo 2016     | Mount Lemmon Survey         |
| 638843 | 2016 ET246               | 20 marzo 2002     | Kitt Peak Obs.              |
| 638844 | 2016 EY262               | 1 marzo 2016      | Pan-STARRS                  |
| 638845 | 2016 EA265               | 5 marzo 2016      | Pan-STARRS                  |
| 638846 | 2016 EG272               | 1 marzo 2016      | Mount Lemmon Survey         |
| 638847 | 2016 EB275               | 4 marzo 2016      | Pan-STARRS                  |
| 638848 | 2016 EJ279               | 4 marzo 2016      | Pan-STARRS                  |
| 638849 | 2016 EU279               | 15 marzo 2016     | Pan-STARRS                  |
| 638850 | 2016 EP294               | 10 marzo 2016     | Pan-STARRS                  |
| 638851 | 2016 EU294               | 4 marzo 2016      | Pan-STARRS                  |
| 638852 | 2016 EP300               | 1 marzo 2016      | Mount Lemmon Survey         |
| 638853 | 2016 EJ310               | 7 marzo 2016      | Pan-STARRS                  |
| 638854 | 2016 ER316               | 13 marzo 2016     | Pan-STARRS                  |
| 638855 | 2016 FT1                 | 11 marzo 2016     | Pan-STARRS                  |
| 638856 | 2016 FL7                 | 18 giugno 2013    | Pan-STARRS                  |
| 638857 | 2016 FE8                 | 11 marzo 2005     | M. W. Buie, L. H. Wasserman |
| 638858 | 2016 FJ8                 | 11 novembre 2006  | CSS                         |
| 638859 | 2016 FK8                 | 5 maggio 2008     | Spacewatch                  |
| 638860 | 2016 FQ8                 | 11 ottobre 2002   | Spacewatch                  |
| 638861 | 2016 FA9                 | 14 aprile 2013    | ESA OGS                     |
| 638862 | 2016 FD10                | 18 agosto 2006    | Spacewatch                  |
| 638863 | 2016 FO10                | 11 ottobre 1996   | Spacewatch                  |
| 638864 | 2016 FO15                | 27 aprile 2011    | Pan-STARRS                  |
| 638865 | 2016 FA21                | 26 dicembre 2005  | Mount Lemmon Survey         |
| 638866 | 2016 FN26                | 9 ottobre 2008    | Mount Lemmon Survey         |
| 638867 | 2016 FE28                | 5 settembre 2000  | Spacewatch                  |
| 638868 | 2016 FJ28                | 9 aprile 2005     | Mount Lemmon Survey         |
| 638869 | 2016 FF34                | 11 settembre 2007 | Spacewatch                  |
| 638870 | 2016 FV34                | 4 marzo 2016      | Pan-STARRS                  |
| 638871 | 2016 FO44                | 4 marzo 2006      | Spacewatch                  |
| 638872 | 2016 FK45                | 9 ottobre 2007    | Spacewatch                  |
| 638873 | 2016 FC47                | 4 marzo 2016      | Pan-STARRS                  |
| 638874 | 2016 FT47                | 14 marzo 2010     | Mount Lemmon Survey         |
| 638875 | 2016 FX51                | 26 agosto 2012    | Pan-STARRS                  |
| 638876 | 2016 FT62                | 25 febbraio 2006  | Mount Lemmon Survey         |
| 638877 | 2016 FB63                | 23 ottobre 2001   | LONEOS                      |
| 638878 | 2016 FM73                | 10 settembre 2004 | Spacewatch                  |
| 638879 | 2016 FT81                | 28 marzo 2016     | Mount Lemmon Survey         |
| 638880 | 2016 FG156               | 8 maggio 2011     | Mount Lemmon Survey         |
| 638881 | 2016 GP3                 | 1 novembre 2005   | Mount Lemmon Survey         |
| 638882 | 2016 GV6                 | 13 marzo 2005     | Spacewatch                  |
| 638883 | 2016 GX6                 | 7 maggio 2006     | Mount Lemmon Survey         |
| 638884 | 2016 GK9                 | 13 gennaio 2015   | Pan-STARRS                  |
| 638885 | 2016 GA10                | 13 gennaio 2015   | Pan-STARRS                  |
| 638886 | 2016 GU13                | 4 marzo 2010      | Spacewatch                  |
| 638887 | 2016 GM17                | 23 maggio 2006    | Spacewatch                  |
| 638888 | 2016 GQ18                | 3 settembre 2013  | Pan-STARRS                  |
| 638889 | 2016 GO20                | 10 marzo 2016     | Pan-STARRS                  |
| 638890 | 2016 GT27                | 16 settembre 2009 | Spacewatch                  |
| 638891 | 2016 GB31                | 2 settembre 2008  | Spacewatch                  |
| 638892 | 2016 GC31                | 9 marzo 2005      | Mount Lemmon Survey         |
| 638893 | 2016 GX40                | 9 settembre 2007  | Mount Lemmon Survey         |
| 638894 | 2016 GA58                | 6 gennaio 2010    | Spacewatch                  |
| 638895 | 2016 GR59                | 5 aprile 2005     | Mount Lemmon Survey         |
| 638896 | 2016 GX66                | 30 settembre 2003 | Spacewatch                  |
| 638897 | 2016 GS68                | 30 ottobre 2007   | Mount Lemmon Survey         |
| 638898 | 2016 GV77                | 26 gennaio 2007   | Spacewatch                  |
| 638899 | 2016 GY86                | 2 marzo 2011      | Mount Lemmon Survey         |
| 638900 | 2016 GL91                | 8 febbraio 2011   | Mount Lemmon Survey         |

## 638901–639000
| Nome   | Designazione provvisoria | Data di scoperta  | Scopritore                   |
| ------ | ------------------------ | ----------------- | ---------------------------- |
| 638901 | 2016 GZ98                | 5 settembre 2000  | SDSS Collaboration           |
| 638902 | 2016 GG99                | 19 ottobre 2007   | CSS                          |
| 638903 | 2016 GS100               | 25 marzo 2001     | M. W. Buie, S. D. Kern       |
| 638904 | 2016 GK104               | 9 aprile 2002     | NEAT                         |
| 638905 | 2016 GY111               | 5 novembre 2007   | Spacewatch                   |
| 638906 | 2016 GS112               | 2 ottobre 2003    | Spacewatch                   |
| 638907 | 2016 GM116               | 1 ottobre 2013    | Mount Lemmon Survey          |
| 638908 | 2016 GM121               | 1 aprile 2016     | Pan-STARRS                   |
| 638909 | 2016 GK124               | 1 aprile 2016     | Pan-STARRS                   |
| 638910 | 2016 GR126               | 18 ottobre 2009   | Mount Lemmon Survey          |
| 638911 | 2016 GP129               | 30 agosto 2006    | LONEOS                       |
| 638912 | 2016 GL133               | 17 gennaio 2016   | Pan-STARRS                   |
| 638913 | 2016 GD138               | 17 gennaio 2015   | Mount Lemmon Survey          |
| 638914 | 2016 GS142               | 22 ottobre 2008   | Spacewatch                   |
| 638915 | 2016 GQ147               | 11 settembre 2007 | Spacewatch                   |
| 638916 | 2016 GU150               | 12 aprile 2005    | Spacewatch                   |
| 638917 | 2016 GZ152               | 8 maggio 2005     | Mount Lemmon Survey          |
| 638918 | 2016 GS157               | 9 marzo 2005      | Mount Lemmon Survey          |
| 638919 | 2016 GG158               | 10 marzo 2005     | Mount Lemmon Survey          |
| 638920 | 2016 GV167               | 29 ottobre 2003   | Spacewatch                   |
| 638921 | 2016 GN168               | 3 aprile 2016     | Pan-STARRS                   |
| 638922 | 2016 GG174               | 31 marzo 2016     | Pan-STARRS                   |
| 638923 | 2016 GV178               | 26 ottobre 2011   | Pan-STARRS                   |
| 638924 | 2016 GO186               | 9 novembre 2009   | CSS                          |
| 638925 | 2016 GV188               | 13 aprile 2005    | CSS                          |
| 638926 | 2016 GL191               | 2 ottobre 2010    | Mount Lemmon Survey          |
| 638927 | 2016 GS192               | 3 aprile 2016     | Pan-STARRS                   |
| 638928 | 2016 GH201               | 30 marzo 2016     | Pan-STARRS                   |
| 638929 | 2016 GO224               | 18 gennaio 2015   | Mount Lemmon Survey          |
| 638930 | 2016 GS224               | 12 marzo 2016     | Pan-STARRS                   |
| 638931 | 2016 GH226               | 20 settembre 2001 | Spacewatch                   |
| 638932 | 2016 GZ227               | 3 aprile 2016     | Pan-STARRS                   |
| 638933 | 2016 GD229               | 31 marzo 2016     | CSS                          |
| 638934 | 2016 GR229               | 10 maggio 2005    | Spacewatch                   |
| 638935 | 2016 GV232               | 18 novembre 2007  | Mount Lemmon Survey          |
| 638936 | 2016 GY236               | 27 settembre 2009 | Mount Lemmon Survey          |
| 638937 | 2016 GC237               | 10 maggio 2005    | Spacewatch                   |
| 638938 | 2016 GW244               | 26 agosto 2012    | Pan-STARRS                   |
| 638939 | 2016 GO245               | 4 aprile 2005     | Mount Lemmon Survey          |
| 638940 | 2016 GB246               | 25 dicembre 2003  | Spacewatch                   |
| 638941 | 2016 GE247               | 9 febbraio 2005   | LONEOS                       |
| 638942 | 2016 GV247               | 8 aprile 2002     | NEAT                         |
| 638943 | 2016 GC251               | 25 maggio 2006    | Osservatorio di Mauna Kea    |
| 638944 | 2016 GV252               | 4 aprile 2016     | Mount Lemmon Survey          |
| 638945 | 2016 GH278               | 2 aprile 2016     | Pan-STARRS                   |
| 638946 | 2016 GJ278               | 2 aprile 2016     | Pan-STARRS                   |
| 638947 | 2016 GM286               | 1 aprile 2016     | Pan-STARRS                   |
| 638948 | 2016 GX289               | 3 aprile 2016     | Mount Lemmon Survey          |
| 638949 | 2016 GX291               | 20 novembre 2009  | Spacewatch                   |
| 638950 | 2016 GZ295               | 3 aprile 2016     | Pan-STARRS                   |
| 638951 | 2016 GC298               | 12 aprile 2016    | Pan-STARRS                   |
| 638952 | 2016 GQ298               | 1 aprile 2016     | Mount Lemmon Survey          |
| 638953 | 2016 GD299               | 3 aprile 2016     | Mount Lemmon Survey          |
| 638954 | 2016 GV316               | 8 ottobre 2012    | Pan-STARRS                   |
| 638955 | 2016 GN359               | 2 aprile 2016     | Pan-STARRS                   |
| 638956 | 2016 HG5                 | 26 ottobre 1995   | Spacewatch                   |
| 638957 | 2016 HX5                 | 17 giugno 2005    | Mount Lemmon Survey          |
| 638958 | 2016 HC7                 | 23 ottobre 2003   | Spacewatch                   |
| 638959 | 2016 HN11                | 30 aprile 2016    | Pan-STARRS                   |
| 638960 | 2016 HU11                | 15 settembre 2004 | Spacewatch                   |
| 638961 | 2016 HE15                | 11 febbraio 2004  | NEAT                         |
| 638962 | 2016 HX16                | 6 luglio 2013     | Pan-STARRS                   |
| 638963 | 2016 HD17                | 6 marzo 2011      | Spacewatch                   |
| 638964 | 2016 HZ19                | 27 maggio 2011    | M. Schwartz, P. R. Holvorcem |
| 638965 | 2016 HJ30                | 16 aprile 2016    | Pan-STARRS                   |
| 638966 | 2016 HJ32                | 27 aprile 2016    | Pan-STARRS                   |
| 638967 | 2016 HC33                | 30 aprile 2016    | Pan-STARRS                   |
| 638968 | 2016 JZ1                 | 25 luglio 2006    | NEAT                         |
| 638969 | 2016 JT4                 | 16 febbraio 2015  | Pan-STARRS                   |
| 638970 | 2016 JA8                 | 26 ottobre 2011   | Pan-STARRS                   |
| 638971 | 2016 JH8                 | 11 marzo 2011     | Spacewatch                   |
| 638972 | 2016 JS9                 | 10 marzo 2005     | LONEOS                       |
| 638973 | 2016 JX9                 | 7 ottobre 2007    | CSS                          |
| 638974 | 2016 JG23                | 13 aprile 2002    | Spacewatch                   |
| 638975 | 2016 JL23                | 12 novembre 2007  | Mount Lemmon Survey          |
| 638976 | 2016 JD28                | 6 ottobre 2008    | Spacewatch                   |
| 638977 | 2016 JU29                | 9 agosto 2000     | Spacewatch                   |
| 638978 | 2016 JJ30                | 10 novembre 2009  | Spacewatch                   |
| 638979 | 2016 JB32                | 4 ottobre 2004    | Spacewatch                   |
| 638980 | 2016 JM32                | 20 maggio 2005    | Mount Lemmon Survey          |
| 638981 | 2016 JE37                | 2 aprile 2016     | Pan-STARRS                   |
| 638982 | 2016 JD42                | 13 maggio 2016    | Pan-STARRS                   |
| 638983 | 2016 JT48                | 2 maggio 2016     | Pan-STARRS                   |
| 638984 | 2016 JW49                | 18 gennaio 2015   | Spacewatch                   |
| 638985 | 2016 JQ64                | 1 maggio 2016     | Pan-STARRS                   |
| 638986 | 2016 JQ67                | 16 gennaio 2015   | Pan-STARRS                   |
| 638987 | 2016 KK2                 | 15 settembre 2004 | SSS                          |
| 638988 | 2016 KG5                 | 16 febbraio 2015  | Pan-STARRS                   |
| 638989 | 2016 KM11                | 17 novembre 2007  | Mount Lemmon Survey          |
| 638990 | 2016 LK5                 | 9 gennaio 1994    | Spacewatch                   |
| 638991 | 2016 LV13                | 28 gennaio 2011   | Mount Lemmon Survey          |
| 638992 | 2016 LW13                | 22 settembre 2012 | Spacewatch                   |
| 638993 | 2016 LU22                | 4 marzo 2008      | Mount Lemmon Survey          |
| 638994 | 2016 LJ24                | 22 giugno 2004    | Spacewatch                   |
| 638995 | 2016 LQ25                | 26 marzo 2003     | Spacewatch                   |
| 638996 | 2016 LW31                | 16 ottobre 2003   | Spacewatch                   |
| 638997 | 2016 LM33                | 1 agosto 2000     | LINEAR                       |
| 638998 | 2016 LC35                | 20 luglio 2013    | Pan-STARRS                   |
| 638999 | 2016 LE38                | 26 novembre 2003  | Spacewatch                   |
| 639000 | 2016 LL58                | 12 dicembre 2012  | Mount Lemmon Survey          |